# Ritual of Love
A Ritual of Love Karyn White amerikai énekesnő második albuma. Producerei Jimmy Jam és Terry Lewis. Az album az Egyesült Államokban aranylemez lett. Ezen szerepel a Romantic című dal, Karyn legsikeresebb száma.

## Számlista
| #   | Cím                      | Szerzők                             | Hossz |
| --- | ------------------------ | ----------------------------------- | ----- |
| 1.  | Romantic                 | Jimmy Jam, Terry Lewis, Karyn White | 4:07  |
| 2.  | Ritual of Love           | Jam, Lewis, White                   | 4:36  |
| 3.  | The Way I Feel About You | Harmon, Sterling, Troy, White       | 4:35  |
| 4.  | Hooked on You            | Jam, Lewis                          | 4:56  |
| 5.  | Walkin' the Dog          | Haynes, Lewis, Stewart, White       | 3:58  |
| 6.  | Love That's Mine         | Jam, Lewis, White                   | 4:54  |
| 7.  | How I Want You           | Haynes, Stewart, White              | 4:57  |
| 8.  | One Heart                | Jam, Lewis                          | 4:52  |
| 9.  | Tears of Joy             | Fails, Jam, Lewis, Powell, White    | 5:05  |
| 10. | Beside You               | Haynes, Hines, White                | 4:59  |
| 11. | Do Unto Me               | Harmon, Haynes, Troy, White         | 5:25  |
| 12. | Hard to Say Goodbye      | Haynes, Jam, Lewis, Waddell, White  | 5:25  |

## Kislemezek
- Romantic
- The Way I Feel About You
- Walkin' the Dog
- Do Unto Me

## Helyezések
| Év   | Slágerlista                           | Legfelső helyezés |
| ---- | ------------------------------------- | ----------------- |
| 1991 | USA, The Billboard 200                | 30                |
| 1991 | USA, Billboard Top R&B/Hip-Hop Albums | 7                 |